# Ayr United
Ayr United (offiziell: Ayr United Football Club) ist ein schottischer Fußballverein aus Ayr, South Ayrshire. Der Verein wurde 1910 als Fusion der beiden Vereine FC Ayr und FC Ayr Parkhouse ins Leben gerufen.
Die Mannschaft wird „The Honest Men“ genannt, wobei diese Bezeichnung einer Textzeile des 1790 von Robert Burns verfassten Gedichts „Tam o' Shanter“ entnommen wurde, wonach der berühmte schottische Poet seine Heimat Ayr als eine Stadt von aufrichtigen Männern und hübschen Mädchen bezeichnete („Auld Ayr, wham ne'er a town surpasses, For honest men and bonie lasses“).

## Geschichte

### Vorgeschichte des FC Ayr (1879–1910)

#### Gründungsphase
Während der 1870er-Jahre begann der Fußballsport in Ayr populär zu werden und 1879 entstand der „Ayr Football Club“ als Zusammenschluss der beiden zuvor gegründeten Klubs „Ayr Thistle“ und „Ayr Academicals“. Dabei hatte vor allem Ayr Thistle schon 1876 einen Achtungserfolg feiern können, als man ins Halbfinale des noch jungen schottischen Pokalwettbewerbs einziehen konnte, dort jedoch mit 0:9 gegen den späteren Titelträger FC Vale of Leven unterlag.
Als Heimspielstätte des neuen Vereins diente der „Springvale Park“, wo zuvor die Academicals ihre Heimat gehabt hatten. Ein organisierter Spielbetrieb in einer Meisterschaft fand zu dieser Zeit zwar noch nicht statt, aber die zunehmende Popularität des FC Ayr zeigte sich an den prominenten Gegnern, die den Weg in den Südwesten Schottlands – darunter mit FC Queen’s Park der amtierende Pokalsieger und der englische Verein Aston Villa – fanden.

#### Hochphase im Beresford Park
Im Jahre 1884 entschloss sich der Klub zu einem Umzug in den „Beresford Park“, der sich durch seine zentrale Lage in der Stadt auszeichnete und für vier Jahre die neue sportliche Heimat des FC Ayr sein sollte. Die Mannschaft, die in purpurroter und goldener Spielkleidung antrat, erlebte dort ihre erste Blütezeit und konnte zahlreiche Titel gewinnen. Dazu zählten die Siege im „Ayr Charity Cup“ (1885, 1886 und 1887), sowie die Erfolge im „Kilmarnock Charity Cup“ (1885 und 1887). Die Erfolge im zuerst genannten Wettbewerb konnten mit den Finalsiegen gegen den FC Kilmarnock (5:2), den FC Annbank (5:1) und den FC Kilbirnie (7:0) besiegelt werden. Der erste Titel überhaupt war 1885 allerdings der bereits angesprochene „Kilmarnock Charity Cup“ gewesen, als der FC Ayr im Finale beim FC Kilmarnock mit 3:2 gewinnen konnte, nachdem man zur Halbzeit noch mit 0:2 zurückgelegen hatte. Zwei Jahre später folgte in dem gleichen Wettbewerb die zweite Trophäe, wobei dieser Titel letztlich kampflos dem FC Ayr zugesprochen wurde. Nachdem die ersten beiden Finalbegegnungen gegen den FC Kilmarnock noch keinen Sieger gefunden hatten, setzte das Organisationskomitee ein drittes Spiel in Ayr an, was wiederum der Gegner aus Kilmarnock ablehnte und stattdessen ein Entscheidungsspiel im alten Hampden Park – später bekannt als Cathkin Park – anstrebte. Zu guter Letzt konnte der FC Ayr 1886 auch als erster Verein aus Ayr das Finale des „Ayr Cups“ erreichen, das zu diesem Zeitpunkt außerhalb des schottischen Pokals das renommierteste Fußballturnier Schottlands war, und verlor dort beim FC Kilmarnock mit 1:2. Als Ausdruck dieser sportlichen Hochphase können zwei Spiele herangezogen werden, die exemplarisch für die Leistungsstärke des Vereins standen. Zum einen trotzte der Klub dem FC Queen’s Park in einem Freundschaftsspiel ein 2:2 ab, wobei sich der Gegner auf dem Weg zum Pokalgewinn in der Spielzeit 1885/86 befand und kurz zuvor die Blackburn Rovers – selbst amtierender englischer Pokalsieger – mit 7:1 geschlagen hatte. Des Weiteren zählt dazu das – nach Meinung vieler Vereinsanhänger – vermutlich beste Pflichtspiel des Klubs in seiner Geschichte, als er im schottischen Pokal in der Runde 1887/88 den mehrfachen Titelträger FC Vale of Leven mit 3:2 niederrang (weitere Erfolge in dieser Pokalrunde blieben buchstäblich im Schlamm von Cambuslang stecken und der gegen den FC Ayr siegreiche FC Cambuslang sollte im weiteren Verlauf sogar bis ins Finale einziehen).

#### Umzug in den Somerset Park
Das Jahr 1888 markierte das Ende des Beresford Parks als Heimspielstätte des FC Ayr, als die jährlich stattfindende Viehschau, die zuvor terminlich stets hatte berücksichtigt werden können, diesen Veranstaltungsort hartnäckig für sich beanspruchte, obwohl der FC Ayr bereits ein Freundschaftsspiel zum 7. Mai 1888 gegen den frisch gebackenen englischen Pokalsieger Aston Villa arrangiert hatte. Eine öffentliche Versammlung eröffnete schließlich eine Möglichkeit zu einem Umzug in die Nähe der Somerset Road, wo eine Fläche zu einem angrenzenden Chemiewerk zur Verfügung stand. Der Verein verpflanzte sein Klubhaus und transportierte ganze Tribünenteile per Eisenbahn an die neue Stätte und so entstand der „Somerset Park“, wo Aston Villa schließlich mit 3:0 besiegt werden konnte. Den ersten Titel im neuen Stadion gewann der Klub erneut im „Ayr Charity Cup“ und schlug dort 1890 im Finale den FC Annbank mit 5:2 (der Titel konnte in den beiden folgenden Jahren verteidigt werden – einem 1:0 gegen den FC Hurlford folgte zum „Triple“ ein 6:3 gegen den FC Kilmarnock im Jahre 1892). In diese Zeit fiel auch die erste Nominierung eines Spielers in die schottische Nationalmannschaft, als Jimmy Hogan am 21. März 1891 in der Partie gegen Wales auflief und damit gleichzeitig der einzige Nationalspieler in der Geschichte des FC Ayr bleiben sollte.

#### Der Weg zum Profifußball
Im Jahre 1891 trat der FC Ayr der neu gegründeten „Ayrshire Football League“ teil, verließ diese aber bereits nach einem Jahr wieder, da die Idee einer Meisterschaftsrunde eine zu geringe Resonanz in der eigenen Anhängerschaft gefunden hatte. Ein Jahr nachdem der schottische Fußballverband („SFA“) den Weg zum Profifußball geebnet hatte, schloss sich der FC Ayr 1893 der ebenfalls wieder neuen „Ayrshire Combination League“ an und spielte dort bis 1897. Den endgültigen Weg in den Profifußball realisierte der Verein dann durch die Aufnahme in die zweite Liga der schottischen Football League („SFL“), nachdem 1896 – also im Jahr zuvor – ein entsprechender Antrag des Klubs noch abgelehnt worden war.
Der FC Ayr gewann sein erstes Meisterschaftsspiel im Somerset Park gegen den FC Linthouse mit 4:1 und beendete die erste Saison mit sieben Siegen aus 18 Spielen auf einem geteilten fünften Platz. Es folgten zwei durchwachsene Spielzeiten, an deren Ende der Klub als Tabellendrittletzter stets den Verbleib in der untersten schottischen Profiliga – letztlich jeweils erfolgreich – beantragen musste. Nach der Jahrhundertwende stabilisierten sich die Leistungen wieder und über eine außergewöhnliche Heimstärke, als zwischen Dezember 1899 und März 1902 in der Meisterschaft nur ein einziger Punkt abgegeben wurde, schloss der Klub in den Jahren 1903 und 1904 jeweils auf dem dritten Platz ab. Zudem gewann die Mannschaft 1901 durch einen 2:1-Endspielsieg nach einem vorherigen 1:1 gegen Stevenston Thistle den renommierten „Ayrshire Cup“ und ein Jahr später den „Ayr Charity Cup“ mit Hilfe eines 2:0-Finalerfolgs gegen den FC Annbank.
Zwischenzeitlich hatte mit Ayr Parkhouse auch der Lokalrivale den Weg in die zweite schottische Liga gefunden, dort aber sowohl in der Saison 1903/04 und später 1906/07 nur den letzten Platz belegt. Zudem standen sich beide Vereine im Ayrshire-Cup-Finale des Jahres 1906 gegenüber, das der FC Ayr genauso gewann, wie im Jahr zuvor das Endspiel gegen den FC Kilmarnock (1:0). In der Öffentlichkeit wurden die Stimmen anschließend immer lauter, die einen Zusammenschluss der beiden Klubs befürworteten und damit für eine Bündelung der Kräfte für das große Ziel des Erstligafußballs plädierten. Ein Aufstieg auf rein sportlichem Wege war zu dieser Zeit nicht möglich und der Zugang zu der obersten Spielklasse musste bei der SFA beantragt werden. Der FC Ayr hatte zuvor bereits einen weiteren Schritt zur Professionalisierung eingeschlagen und sich im August 1907 offiziell als Unternehmen „Ayr Football & Athletic Club Limited“ eintragen lassen.
Der letzte Erfolg des FC Ayr, der weiterhin in der zweiten schottischen Liga agierte, war 1910 der erneute Gewinn des Ayrshire Cups. Der 1:0-Endspielsieg gegen Ayr Parkhouse sollte dabei vor ihrer anschließenden Fusion für beide Klubs die letzte Partie als unabhängiger Verein sein.

### Vorgeschichte von Ayr Parkhouse (1886–1910)

#### Gründungsphase
Der „Ayr Parkhouse Football Club“ entstand 1886 und erhielt seine Bezeichnung nach dem Namen eines Gutshauses, in dessen Nähe die Spieler des Klubs ihre Trainingseinheiten abhielten. Über die genauen Gründungsumstände ist wenig bekannt, aber der Klub zog schnell von der ursprünglichen Spielstätte am „Ballantyne Drive“ – nahe dem Parkhouse Hotel – an „die Rennbahn“ (heute als die „alte Rennbahn“ – bzw. als „Old Racecourse“ – bekannt).
Obwohl der Verein dort zwar schnell eine aufsteigende Leistungskurve zeigte, durfte er für seine Darbietungen noch keine Eintrittsgelder von den Zuschauern erheben und zog daraufhin 1888 in den „Beresford Park“, der gerade von dem FC Ayr verlassen worden war. Dort wurde man dann in der Runde 1889/90 endgültig Teil des etablierten Fußballs und war neben dem FC Ayr und „Ayr Athletic“ bereits die dritte ernstzunehmende Mannschaft der Stadt (für Ayr Athletic sollte jedoch fortan kein Platz mehr sein und der Verein verschwand nur kurze Zeit später in der Versenkung). Das erste Pflichtspiel des Vereins fand im schottischen Pokal statt und dort wurde der höher eingeschätzte FC Kilbirnie mit 6:1 geschlagen. Mit dem FC Ayr entwickelte der Klub fortan eine besondere Rivalität, die sich in der Spielzeit 1890/91 verschärfte, als die „Honest Men“ zahlreiche Spieler der „Parkies“ verpflichten wollten.

#### Ligafußball als Amateurverein
Im Jahre 1891 war Ayr Parkhouse Gründungsmitglied der „Ayrshire Football League“, wechselte zwei Jahre später in die „Ayrshire Football Combination“ und bestritt dort vor allem gegen den FC Ayr die ersten Spiele der Stadt mit echtem Derbycharakter. Dabei behielt der Klub weiterhin bis 1905 strikt – wie auch der berühmte FC Queen’s Park, mit dem der Klub eine freundschaftliche Verbindung pflegte – seinen Amateurstatus, obwohl der schottische Fußballverband 1892 den Profifußball bereits offiziell „legalisiert“ hatte. Trotzdem konnten die Parkies in den Meisterschaftsspielen und im schottischen Pokal gute Ergebnisse erzielten, zogen im Pokal der Runde 1894/95 bis ins Viertelfinale ein und unterlagen dort dem späteren Finalteilnehmer FC Renton mit 2:3, nachdem die Mannschaft noch 25 Minuten vor Schluss mit 2:0 geführt hatte. Ebenfalls ins Pokalviertelfinale zog der Klub in der Spielzeit 1897/98 ein und unterlag dort dem FC Kilmarnock deutlich mit 2:7. Im „Ayr Charity Cup“ entwickelte sich Ayr Parkhouse zwischen 1894 und 1899 zum Seriensieger und gewann in der Zeit nicht weniger als sechs Titel (nach den jeweils folgenden Endspielsiegen: 3:1, 3:2, 2:0 und 3:0 gegen den FC Ayr (1894 bis 1897), sowie 2:1 gegen Kilmarnock Athletic (1898) und 4:2 gegen den FC Annbank (1899)). Dazu kamen noch zwei Siege im „Kilmarnock Charity Cup“ (nach Finalerfolgen gegen den FC Hurlford mit 5:2 (1895) und 2:1 gegen den FC Annbank (1897)) und 1902 ein Erfolg im begehrten „Ayrshire Cup“ nach einem 1:0 gegen den FC Galston.

#### Der Weg zum Profifußball
Eine weitere Steigerung erfuhr die Rivalität zum FC Ayr, als dieser im Jahre 1897 in die schottische Football League aufgenommen wurde und damit auch der Amateurstatus von Ayr Parkhouse zugunsten der eigenen sportlichen Ambitionen immer stärker unter Druck geriet. Im Jahre 1901 bat der Klub dann selbst um die Aufnahme in die SFL, was zunächst noch abgelehnt wurde. Als der Klub dann aber den zweiten Platz in der „Scottish Amateur Football League“ belegte, nahm der Ligaverband Ayr Parkhouse zur Saison 1903/04 anstelle des FC St. Johnstone in seine zweite Liga auf. Dort erlebte der Klub jedoch ein Desaster, schloss die Spielzeit deutlich als Tabellenletzter ab und wurde anschließend nicht für eine erneute Aufnahme berücksichtigt (der FC Aberdeen nahm schließlich den Platz der Parkies ein). Für Zündstoff sorgte in diesem Zusammenhang, dass der Vereinsführung des FC Ayr vorgeworfen wurde, im Hintergrund für die Kontra-Stimmen zur erneuten Aufnahme von Ayr Parkhouse in den Ligaverband massive Lobbyarbeit geleistet zu haben. Der 20. Oktober 1905 markierte schließlich einen entscheidenden Wendepunkt in der Vereinsgeschichte, als einstimmig die Umwandlung in einen Profiverein beschlossen wurde.
Ayr Parkhouse spielte eine Saison in der „Scottish Football Combination“ und kehrte dann zur Spielzeit 1906/07 in die zweite Liga der SFL zurück. Obwohl parallel 1907 mit dem „Ayr Charity Cup“ die letzte Trophäe in der Vereinsgeschichte gewonnen wurde (3:2 im Finale gegen den FC Ayr), konnte der Klub in der Liga weiterhin keine nennenswerte Erfolge feiern und da auch der FC Ayr zunehmend schwächelte, wurde zum Ende der Saison 1909/10 der Druck auf beide Vereine erhöht, einen Zusammenschluss zugunsten des dann möglichen Erstligafußballs in Ayr durchzuführen.

### Gründung von Ayr United
Die ersten Verhandlungen mit dem konkreten Ziel eines Zusammenschlusses des FC Ayr mit Ayr Parkhouse fanden im April 1909 im „Cowan’s Temperance Hotel“ statt. Dort wurde der Plan zu einem gemeinsamen Verein erarbeitet, der vorsah, dass beide Klubs eine freiwillige Liquidation durchführen, das neue Unternehmen mit einem Nominalkapital von 3.000 Pfund auszustatten und die Vermögenswerte beider Vereine einzuziehen. Der neue Verein sollte „Ayr United“ heißen und über einen Zeitraum von fünf Jahren wechselweise beide Heimspielstätten nutzen. Als die Vereinsführung des FC Ayr jedoch die Umsetzung verzögerte, nahm Ayr Parkhouse von dem Vorhaben wieder Abstand, so dass der erste Versuch gescheitert war.
Eine weitere durchwachsene Saison 1909/10 von beiden Vereinen und der dadurch entstandene öffentliche Druck zwang die Kontrahenten jedoch wieder an den Verhandlungstisch zurück. Da nun auch die Anteilseigner beider Klubs das Vorhaben nun maßgeblich unterstützten, konnte am 29. April 1910 nach einer öffentlichen Versammlung verkündet werden, dass die Fusion der beiden schottischen Profivereine – bis heute der einzige Zusammenschluss zweier Klubs derselben Stadt innerhalb der schottischen Profiliga – gelungen war.

### Weitere Entwicklung in der Vorkriegszeit
Der neue Klub übernahm als Spielkleidung die purpurrot-golden gestreiften Trikots des FC Ayr und die marineblauen Hosen der Parkies und absolvierte seine Heimspiele gewöhnlicherweise im Somerset Park – obwohl auch der Beresford Park weiterhin zumeist für Spiele der Jugend- und Reservemannschaft genutzt wurde. Das erste Spiel gegen Port Glasgow Athletic gewann die Mannschaft mit 2:0 und nach einem zweiten Platz in der ersten Saison gewann das Team in seiner zweiten Saison die Zweitligameisterschaft. Überraschend verweigerte ihnen die SFL jedoch den Aufstieg in die oberste Spielklasse, was im Folgejahr praktisch nicht mehr möglich war, als Ayr United den Erfolg wiederholte.
Die gestiegene Leistungsstärke konnte dort eindrucksvoll demonstriert werden, als der Klub nicht nur die oberste Spielklasse halten konnte, sondern in der dritten Saison 1915/16 sogar hinter Celtic Glasgow, den Glasgow Rangers und dem FC Morton den vierten Platz belegte, was bis zum heutigen Tage die höchste Platzierung des Vereinsgeschichte in der schottischen Meisterschaft darstellt. Während dieser Zeit brachte der Klub einige weit beachtete Spieler hervor, darunter Jimmy Richardson, der später mit dem FC Sunderland englischer Meister werden sollte, und vor allem Neil McBain, der für Manchester United, den FC Liverpool und den FC Everton spielen sollte, schottischer Nationalspieler wurde später an die alte Wirkungsstätte nach Ayr als Trainer zurückkehrte.
Im Jahre 1923 besiegte Ayr United mit den Glasgow Rangers den späteren schottischen Meister im Pokal mit 2:0 und der gehobene Stellenwert des Vereins war ein Jahr später dadurch erkennbar, dass die schottische Nationalmannschaft zum ersten Länderspiel Englands im Wembley-Stadion mit zwei Abwehrspielern von Ayr United (Phil McCloy und Jock Smith) antrat – später sollten noch Jimmy Hogg und Jimmy Nisbet folgen. Nach Abschluss der Saison 1924/25 musste der Verein zwar den Gang in die Zweitklassigkeit antreten, kehrte jedoch zur Spielzeit 1927/28 durch eine spektakuläre Meisterschaft in der Division Two zurück. In nur 38 Meisterschaftsspielen schoss dabei Jimmy Smith 66 Tore, was bis zum heutigen Tage einen Rekord im britischen Profifußball darstellt. Mit Bob Hepburn kam der Verein 1931 zu seinem ersten schottischen Nationaltorhüter.
Im Jahre 1936 stieg Ayr United erneut in die zweite Liga ab, konnte dies aber bereits nur einem Jahr durch den unmittelbaren Wiederaufstieg wieder „reparieren“. Bis 1939 blieb der Klub weiterhin erstklassig, bis dann der offizielle Meisterschaftsbetrieb aufgrund des Zweiten Weltkriegs eingestellt wurde. Obwohl auch weiterhin „inoffiziell“ in Schottland Fußball gespielt wurde, entschloss sich die Vereinsführung von Ayr United dazu, die Geschäfte bis zum Ende der Kämpfe vollständig ruhen zu lassen.

### Nach der Wiederaufnahme des Spielbetriebs
Nach dem Krieg erfuhr dem Fußball in Schottland ein großer Popularitätsschub in der Öffentlichkeit. Umso enttäuschender war es für Ayr United, dass ihn der schottische Ligaverband nach einer Neuordnung der Spielklassen nur in die zweite Liga einstufte. Als maßgeblich für diese Entscheidung war dabei, dass dadurch vor allem die Klubs „belohnt“ werden sollten, die an diversen Wettbewerben während des Krieges teilgenommen hatten, so dass die sportliche Zugehörigkeit von Ayr United zur ersten Liga vernachlässigt wurde.
Aber auch in der zweiten Liga tat sich die Mannschaft schwer und konnte trotz einiger guter Spieler – wie Norrie McNeil und Malky Morrison – den Aufstieg nicht realisieren. Im Jahre 1950 stand der Klub kurz vor dem Einzug ins Finale des schottischen Ligapokals, bevor sich in der letzten sieben Minuten ein 3:2-Vorsprung noch in eine 3:4-Niederlage gegen den FC Motherwell verwandelte. Im Jahre 1955 verpflichtete der Klub von dem Amateurverein „Gloucester City“ Peter Price, der im Laufe seiner Karriere für Ayr United in über sechs Jahren 213 Tore in den Pflichtspielen schießen sollte und damit heute noch der Rekordtorjäger des Vereins ist. Price war auch mit seinen 45 Toren in der Saison 1955/56 maßgeblich für den Aufstieg in die erste Liga mitverantwortlich, was er nach dem zwischenzeitlichen Abstieg in der Spielzeit 1958/59 mit 55 Toren noch steigerte und damit dem Klub die erneute Erstligazugehörigkeit garantierte. Ein weiterer bedeutender Spieler dieser Zeit war Sam McMillan, der 1953 im Alter von nur 15 Jahren sein Debüt für Ayr United gegeben hatte und über 22 Jahre lang eine Konstante in der Mannschaft darstellte.
Der Verein konnte zwar auch fortan Achtungserfolge feiern – darunter die beiden Auswärtssiege bei den Glasgow Rangers (3:0) und bei Celtic Glasgow (3:2) in der Saison 1959/60 innerhalb von nur drei Wochen – stieg aber zum Ende der Spielzeit 1960/61 als Tabellenletzter wieder ab. Dies leitete eine sportliche Krise ein, die ihren Tiefpunkt in der Saison 1964/65 fand. Es wurden sogar Gerüchte verlautbart, in denen ein mögliches Ende des Vereins in Aussicht gestellt wurde und am Ende der Spielzeit war der Klub mit seinem vorletzten Platz das zweitschlechteste Profiteam Schottlands. Der Grundstein für die Rettung war jedoch bereits 1964 relativ unbemerkt durch die Verpflichtung des 33-jährigen Spielers Ally MacLeod vom finanziell kriselnden Klub Third Lanark gemacht worden, der sich in der Folgezeit als Glücksgriff für Ayr United herausstellen sollte.

### Ayr United unter Ally MacLeod
Ally MacLeod war zunächst als Spielertrainer bei Ayr United aktiv, bevor er 1966 endgültig das Amt des Cheftrainers annahm. Er baute eine neue Mannschaft aus der Nachkriegsgeneration auf und obwohl das Team nach dem Aufstieg im Jahre 1966 direkt wieder abstieg, sollte der nächste Aufstieg 1969 wieder eine längere Phase in der obersten Spielklasse einleiten. Dabei begann die Saison 1969/70 mit zwei spektakulären Heimsiegen, als einem 3:0-Sieg gegen Hibernian Edinburgh ein viel umjubelter 2:1-Erfolg gegen die Rangers folgte. Im Halbfinale des Ligapokals trotzte man zudem im Hampden Park dem großen Favoriten Celtic Glasgow, der zu dieser Zeit übermächtig schien und gut zwei Jahre zuvor den Europapokal der Landesmeister gewonnen hatte, ein 3:3 ab, bevor man im Wiederholungsspiel mit 1:2 unterlag.
Im Jahre 1973 erreichte Ayr United erstmals das schottische Pokalhalbfinale und verlor mit 0:2 gegen die Rangers. Als der schottische Fußballverband zur Saison 1975/76 die „Scottish Premier Division“ als neue oberste englische Spielklasse mit nur noch zehn Mannschaften einführte, konnte sich Ayr United durch den siebten Platz für diese neue Liga qualifizieren, was als überraschend eingestuft wurde, da sich die Mannschaft – im Gegensatz zu den Meisterschaftskonkurrenten – immer noch aus mehreren „Teilzeitprofis“ zusammensetzte. Trotz dieses großen Erfolgs machte sich im Verein jedoch große Enttäuschung breit, als MacLeod 1975 verkündete, dass er zum FC Aberdeen wechselte. Der Verein verpflichtete als Nachfolger Alex Stewart, der sich mit dem 3:0-Sieg gegen die Rangers gut einführte. Dennoch musste die Mannschaft 1976 stark um den Verbleib in der Liga zittern und es kam am letzten Spieltag zu einer bei den Anhängern heute noch denkwürdigen Partie gegen den FC Motherwell. Ayr United musste die Partie gewinnen, um in der Liga zu verbleiben, lag jedoch zur Halbzeit mit 0:1 zurück, verschoss zu Beginn der zweiten Halbzeit einen Elfmeter und es verblieben nur noch fünfzehn weitere Spielminuten. Nach dem Ausgleich von Davie McCulloch waren nur noch fünf Minuten zu spielen, als Gerry Phillips eine Flanke von Gordon Crammond zum 2:1 einköpfte. Der Schiedsrichter schien dem Treffer zunächst seine Anerkennung zu verweigern, da vor der Hereingabe von Crammond der Ball außerhalb des Spielfelds gewesen sein soll. Nach heftigen Protesten und einer längeren Diskussion mit seinem Linienrichter änderte er sein Urteil schließlich, so dass Ayr United die Partie mit 2:1 gewann.
Der Verein blieb noch zwei weitere Jahre in der obersten Spielklasse, stieg dann 1978 in die nun „Division One“ genannte zweite Liga ab und sollte auch bis zum heutigen Tage nicht mehr in die schottische Eliteliga zurückkehren.

### Dauerpräsenz in den unteren schottischen Ligen
Ab Ende der 1970er-Jahre war Ayr United vordergründig bekannt für seine Jugendarbeit, aus der viele Spieler den Weg zu den bekannteren Vereinen fanden. Ally MacLeod, der zwischenzeitlich sogar die schottische Nationalmannschaft bei der WM 1978 in Argentinien betreut hatte, arbeitete im gleichen Jahr noch einmal kurzfristig für den alten Verein, bevor dann Willie McLean und später George Caldwell bis 1985 das Traineramt ausübten.
Obwohl Ally MacLeod 1985 ein weiteres Mal die Trainergeschäft übernahm, konnte auch er nicht verhindern, dass der Verein erstmals in seiner Geschichte nach Ablauf der Saison 1985/86 in die drittklassige Second Division absteigen musste. Mittelfristig konsolidierte er das Team jedoch wieder und führte Ayr United 1988 mit einer überdurchschnittlichen Torausbeute von 90 Treffern als Drittligameister in die Zweitklassigkeit zurück. Zudem bot der in Ayr geborene schottische Geschäftsmann und Millionär David Murray an, den Verein aufzukaufen, was aber mit 56:60 Stimmen bei den Anteilseignern auf Ablehnung stieß (die hatte zur Folge, dass sich Murray später auf ein Engagement bei den Glasgow Rangers konzentrierte).
Zum Ende der 1980er-Jahre endete die dritte und letzte Amtszeit von MacLeod und ab 1990 führte der Klub wieder das Vollzeitprofitum ein. Ayr United zog zwar schließlich in das Finale eines Jubliläumsturniers zum hundertjährigen Bestehen der SFL ein – dieses wurde ohne die Premier-League-Vereine ausgespielt –, kam jedoch schnell aufgrund der genannten Entscheidung in eine finanzielle Schieflage. MacLeods Nachfolger George Burley betreute die Mannschaft bis zu seiner Entlassung im Dezember 1993, als dann Simon Stainrod die Geschäfte übernahm. Der Klub befand sich nun auf dem Tiefpunkt seiner finanziellen Möglichkeiten und musste zum Abschluss der Saison 1994/95 den Gang in die drittklassige Second Division antreten. Zuvor hatte die „Barr“-Holdinggesellschaft – deren Vorsitzender Bill Barr zuvor bereits als Vereinsfunktionär aktiv gewesen war – im Oktober 1994 die Mehrheitsanteile von Ayr United übernommen und konkrete Sanierungsaktionen eingeleitet.
Stainrod wurde 1995 selbst von Gordon Dalziel abgelöst, der auf eine erfahrene Mannschaft setzte und im Jahre 1997 mit diesem Team in die First Division zurückkehrte.

### Jüngste Entwicklungen
Nach dem Aufstieg in die zweite Liga unterwarf Dalziel die Mannschaft einem Neuaufbau und konnte so den Klassenerhalt in der Saison 1997/98 realisieren. Am letzten Spieltag hatte dafür zuvor eine Niederlage gegen Partick Thistle im gegnerischen Firhill Stadium verhindert werden müssen, was mit einem 3:1-Sieg auch gelang (stattdessen stieg Patrick ab). Die Spielzeit 1998/99 zeigte weitere deutliche Verbesserungsmerkmale und mit attraktivem Fußball – dafür verantwortlich waren beispielsweise die Stürmer Andy Walker, Glynn Hurst und vor allem der Flügelspieler und spätere schottische Nationalspieler Gary Teale – gelangen sechs Auswärtssiege in Serie und ein deutlicher 7:1-Erfolg gegen den FC Stranraer. Mit dem dritten Platz hinter Hibernian Edinburgh und dem FC Falkirk belegte man den dritten Platz, was die Hoffnungen auf eine künftige Teilnahme an der SPL nährte. Diese sollten jedoch bereits in der Saison 1999/2000 einen Rückschlag erleiden, als der Klub die Spielzeit deutlich schwächer auf dem siebten Rang abschloss. Der Beweis der Unbeständigkeit in positiver Hinsicht folgte bereits ein Jahr später, als die Vizemeisterschaft hinter dem FC Livingston gewonnen wurde.
Parallel dazu entwickelte der Verein 1998 Pläne zur Errichtung eines neuen 10.200 Zuschauer fassenden reinen Sitzplatzstadions im Bezirk Heathfield, die schließlich nach längeren Verhandlungen trotz erteilter Genehmigung durch die lokale Regierung von der schottischen Exekutivverwaltung im Oktober 2002 durch ein Veto zu Fall gebracht wurden. Dies hatte zur Folge, dass der Verein selbst im sportlichen Aufstiegsfall in die Premier League die Sicherheitsvoraussetzungen nicht erfüllt und so der Zugang zum Erstligafußball verbaut ist. Neben einem stärkeren Akzent auf die Jugendarbeit zeichnete sich der Klub in den späten 1990er- und frühen 2000er-Jahren durch seine Pokalerfolge aus, die ihm bei den Erstligavereinen einen Ruf als unangenehm zu spielenden Gegner einbrachte. Darunter waren vor allem Siege gegen die Hibs, den FC Dundee, Dundee United, den FC Motherwell, Dunfermline Athletic und im Besonderen die vier Siege in Folge gegen den Lokalrivalen FC Kilmarnock zu nennen.
Die wohl erfolgreichste Saison in der jüngeren Vergangenheit war die Spielzeit 2001/02, in der Ayr United neben dem dritten Platz in der Meisterschaft das Halbfinale der schottischen FA Cups und das Endspiel im Ligapokal erreichte. Neben der Semifinalniederlage gegen Celtic verlor der Klub dabei bei seiner Endspielteilnahme in einem großen schottischen Pokalwettbewerb gegen die Rangers – nach Expertenmeinung etwas zu deutlich – mit 0:4. Der Sieg im Ligapokalhalbfinale gegen die Hibs gilt zudem als eines der sportlich besten Ergebnisse von Ayr United der letzten Jahre und führte indirekt zur Ablösung von Franck Sauzée aus dem Amt des Trainers von Hibernian Edinburgh.
Einer Saison im Mittelfeld der Liga folgte der erneute Abstieg in die dritte Liga, nachdem in der Spielzeit 2003/04 mit 31 Punkten aus 36 Spielen nur der vorletzte Platz belegt werden konnte. Vor allem in finanzieller Hinsicht bedeutete dies einen erneuten Rückschlag, zumal die Dissonanzen in der Vereinsführung zunahmen, was wiederum zur Folge hatte, dass Bill Barr Ayr United verließ. Auch in der dritten Liga konnte Ayr United in der Folgezeit nur schwer Fuß fassen und der erst 2002 eingestellte Trainer Campbell Money verließ den Verein im Jahre 2004 wieder, nachdem er sich zuvor geweigert hatte, einen Vertrag auf Teilzeitbasis zu unterzeichnen. Der frühere Spieler Mark Shanks übernahm die Amtsgeschäfte, aber auch er konnte nicht verhindern, dass dem Klub sportlich eine weitere Talfahrt widerfuhr und der Abstieg in die Viertklassigkeit nach zahlreichen Spielerverkäufen und Personalreduzierungen in der Vereinsführung nur knapp abgewendet werden konnte. Um den Verein vor dem endgültigen Bankrott zu retten, schlossen sich die Anhänger zu einem „Honest Men Trust“ zusammen und sorgten dafür, dass zumindest die konkrete Bedrohung kurzfristig abgewendet werden konnte.
Im März 2005 war der Verein erneut im Zentrum kontroverser Ereignisse, als in der Führungsetage der Streit anlässlich einer fehlgeschlagenen Übernahme des aus Prestwick stammenden Roy Kennedy eskalierte und auch Mark Shanks in dieser Zeit sein Traineramt zur Verfügung stellte (letztlich erwies sich die Entscheidung aber als richtig, da das Unternehmen „Kennedy Construction“ im Jahre 2006 bankrottging). Sportlich kehrte in der Saison 2005/06 unter dem neuen Trainer Robert Connor wieder etwas Ruhe ein und die Mannschaft spielte zumeist im Mittelfeld der dritten Liga.
Die Spielzeit 2006/07 begann vielversprechend mit einem Auftaktsieg beim späteren Aufsteiger Stirling Albion und Ayr United strebte früh einen Platz unter den besten vier Mannschaften an. Sukzessive rutschte der Verein jedoch immer weiter in der Tabelle ab und belegte zwischenzeitlich sogar nur noch den achten – und damit drittletzten – Platz. Diese Serie an schlechten Ergebnissen führte zum Rücktritt Connors und seines Assistenten Robert Reilly am 26. Februar 2007. Zum Nachfolger wurde mit Neil Watt ein ehemaliger Trainer des FC Stranraer am 22. März 2007 ernannt, der sofort zwei neue Spieler verpflichtete und bei weiteren Kaderumbauten auf Spieler seines ehemaligen Klubs baute. Am Ende der Saison belegte er mit Ayr United den fünften Platz und damit noch eine Position in der oberen Tabellenhälfte. 2008/09 schaffte Ayr in der Aufstiegsrunde die Qualifikation für die First Division.

## Kader Saison 2025/26
(Stand: 24. Juni 2025)
| Nr. |            | Position | Name            |
| --- | ---------- | -------- | --------------- |
| 2   | Schottland | AB       | Nick McAllister |
| 7   | Schottland | ST       | Anton Dowds     |
| 8   | England    | MF       | Ben Dempsey     |
| 9   | England    | ST       | George Oakley   |
| 11  | Schottland | ST       | Fraser Bryden   |
| 15  | Schottland | MF       | Jamie Murphy    |
| 16  | Schottland | ST       | Jake Hastie     |
| 19  | Schottland | TW       | Ollie Ecrepont  |
| 21  | England    | MF       | Ethan Walker    |
| 22  | Schottland | ST       | Mark McKenzie   |
| 23  | Rumänien   | MF       | Marco Rus       |

| Nr. |            | Position | Name            |
| --- | ---------- | -------- | --------------- |
| 24  | Schottland | MF       | Scott Tomlinson |
| 30  | England    | ST       | Curtis Main     |
| 32  | Schottland | MF       | Dylan Watret    |
| 33  | Schottland | AB       | Scott McMann    |
| 38  | Schottland | TW       | Liam Russell    |
|     | Schottland | TW       | David Mitchell  |
|     | Schottland | AB       | Liam Dick       |
|     | Schottland | AB       | Shaun Want      |
|     | Schottland | MF       | Stuart Bannigan |
|     | Schottland | MF       | Dom Thomas      |

### Verliehene Spieler
| Nr. |            | Position | Name            |
| --- | ---------- | -------- | --------------- |
| 18  | Schottland | MF       | Jamie Hislop    |
| 25  | Schottland | MF       | Kenzie Mitchell |

| Nr. |            | Position | Name            |
| --- | ---------- | -------- | --------------- |
| 28  | Schottland | MF       | David Craig     |
| 29  | Schottland | ST       | Lucas McRoberts |

## Erfolge
- Scottish Division Two
  - Meister (6): 1911/12, 1912/13, 1927/28, 1936/37, 1958/59, 1965/66
- Scottish Second Division:
  - Meister (2): 1987/88, 1996/97
- Scottish League Cup:
  - Finale (1): 2001/02
- Scottish League Challenge Cup:
  - Finale (2): 1991, 1992

## Wissenswertes
- Zahlreiche Anhänger des Vereins waren in der Zeit um den Ersten Weltkrieg herum als gewalttätig berüchtigt und galten als frühzeitige Form der späteren Hooligans. Die sogenannten „Brake Clubs“ traten vor allem als Steinewerfer bei einer Partie gegen die Glasgow Rangers im Jahre 1920 in Erscheinung.
- Im Jahre 1935 war Ayr United im Zentrum eines Bestechungsskandals, als mit Robert Orr der damalige Trainer des FC Falkirk den United-Spieler Robert Russell mit dem Verlust seiner Arbeitsstelle in Falkirk bedrohte, falls dieser im Abstiegsduell der beiden Mannschaft antrete. Russell nahm zusätzlich als Bestechungsgeld drei Pfund an und meldet sich als „nicht fit“ ab. Der FC Falkirk gewann die Partie, aber als Russell die Affäre in die Öffentlichkeit trug, wurde das Spiel wiederholt und fand in Ayr United seinen neuen Sieger. Russell erhielt eine 10-Pfund-Strafe und eine Sperre bis zum Saisonende. Orr wurde hingegen lebenslang gesperrt.